# Aquel querido mes de agosto
Aquel querido mes de agosto (en portugués: Aquele querido mês de agosto) es una película portuguesa de 2008 dirigida por Miguel Gomes.

## Recepción
Al 31 de octubre de 2008, la película ha recaudado más de 89.000 €. Ganó el Premio de la Crítica en el Festival Internacional de Cine de São Paulo de 2008. En el Festival Internacional de Cine de Valdivia 2008 también ganó el Premio de la Crítica y el premio a Mejor Película.
Fue la presentación portuguesa para a la mejor película internacional en la 81.ª edición de los Premios de la Academia. Finalmente no consiguió ser preseleccionada finalista.